# Chrysler E-Class
Chrysler E-Class – samochód osobowy klasy średniej produkowany pod amerykańską marką Chrysler w latach 1982 – 1984. 

## Historia i opis modelu

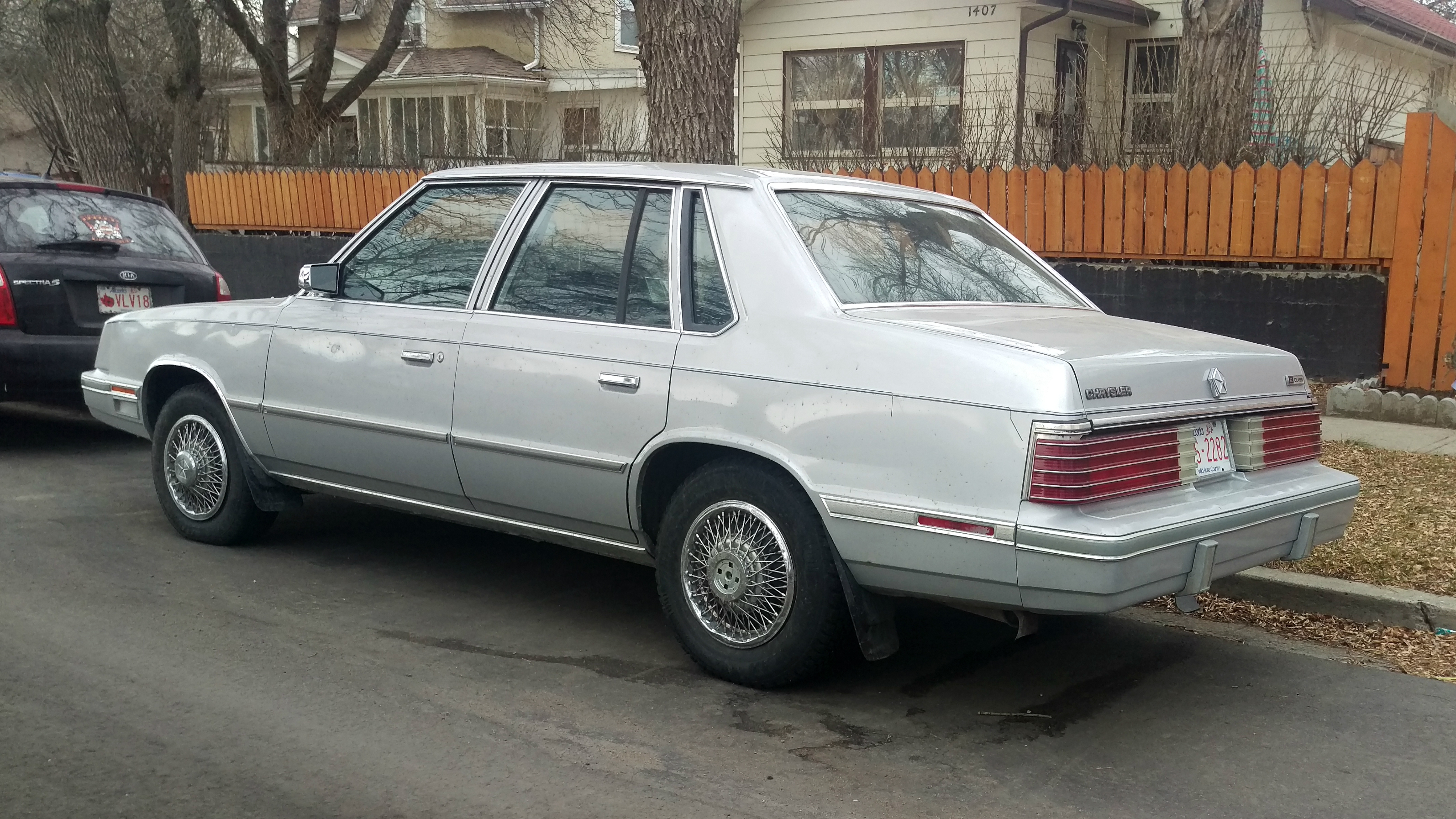
Chrysler E-Class - tył

Samochód został oparty na płycie podłogowej Chrysler E-body, jako jedna z wielu bliźniaczych konstrukcji w ofercie marki różniących się poziomem wyposażenia i nazwą. Pojazd miał być tańszą alternatywą dla modelu New Yorker. E-Class dostępny wyłącznie jako 4-drzwiowy sedan. Do napędu używano benzynowych silników R4 o pojemności 2,2 (także z turbodoładowaniem) lub 2,6 litra. Moc przenoszona była na oś przednią poprzez 3-biegową automatyczną skrzynię biegów. 

### Koniec produkcji
E-Class nie spełniał założeń Chryslera co do oczekiwanego poziomu sprzedaży, toteż samochód wycofano ze sprzedaży już 2 lata po rozpoczęciu produkcji. W tym czasie sprzedało się 71 495 sztuk pojazdu.

### Silnik
- L4 2.2l K
- L4 2.2l Turbo
- L4 2.6l Mitsubishi